# Kaiserliches Kürassierregiment K 10 (1756)
Das Kürassierregiment K 10 wurde im Jahr 1636 während des Dreißigjährigen Kriegs als „Sperreuter-Cürassiere“ unter Claus Dietrich von Sperreuth errichtet, 1769 noch in Cavallerie-Regiment Nr. 23 (Stampa) umbenannt und 1775 aufgelöst.

## Inhaber
- 1636 Generalwachtmeister Claus Dietrich von Sperreuth
- 1639 Oberst Hermann Christoph von Mandelsloh
- 1640 Generalwachtmeister Claus Dietrich von Sperreuth
- 1643 Oberst Johann von Walter
- 1664 Herzog Carl von Lothringen († 1690), Generalleutnant
- 1676 Graf Franz von Taffe († 1704), Feldmarschall
- 1704 Graf Philipp Ludwig von Leiningen († 1705 bei Cassano), General der Kavallerie
- 1705 Graf Thomas von Reising († 1711), Generalmajor, erhielt das Dragonerregiment Lichtenstein
- 1706 Otto von Pfefferkorn († 1707, bei Toulon), Generalmajor
- 1707 Graf Johann Heinrich von Hautois und Browne († 1739), Feldmarschall
- 1740 Prinz Wilhelm von Pfalz-Birkenfeld († 1760), Feldmarschall
- 1761 Graf Cajetan von Stampa († 1773), Feldmarschall-Lieutenant
- 1773 Freiherr Heinrich von Jacquemin († 1792), General der Kavallerie, erhielt 1775 das Chevauxlegers-Regiment Modena

## Gefechtskalender
Im Dreißigjährigen Krieg nahm das Regiment 1636 an der Belagerung von Hanau teil. In den nächsten beiden Jahren stand es unter Johann von Werth am Oberrhein. 1638 kämpfte es in den Schlachten von Rheinfelden und Wittenweiher. Bei Rheinfelden geriet der Inhaber Claus Dietrich von Sperreuth in gegnerische Gefangenschaft. Bis zu seiner Freilassung führte der bisherige Obristleutnant Mandelsloh das Regiment, das 1639 in Böhmen stand und in den Gefechten bei Mělník und Brandeis focht. Wieder unter Sperreuth kämpfte es mit der Hauptarmee 1641 in der Schlacht bei Wolfenbüttel und 1642 in der Zweiten Schlacht bei Breitenfeld. Die folgenden beiden Jahre nahm es unter Obrist Walter an den Feldzügen von Matthias Gallas in Mähren und in Holstein gegen die Schweden teil. Anfang 1645 kämpfte es in der Schlacht bei Jankau. 1646 und 1647 wurde das Regiment vor allem in Böhmen eingesetzt. Im letzten Kriegsjahr 1648 beteiligte es sich an der Schlacht bei Zusmarshausen.
Im Türkenkrieg 1663/1664 zeichnete sich das Regiment durch größte Tapferkeit aus, am 1. August 1664 in der Schlacht bei St. Gotthard machte es fünf Attacken gegen den Feind.
Während des Holländischen Krieges stand es von 1673 bis 1674 am Rhein gegen die Franzosen. Es kämpfte 1674 in der Schlacht bei Sinsheim und 1675 in der bei Altenheim.
Im Großen Türkenkrieg nahm das Regiment 1683 am Entsatz von Wien teil. Anschließend kämpfte es 1684 in der Schlacht bei Waitzen und nahm 1685 an der Blockade von Neuhäusel und an der Schlacht bei Gran teil sowie 1686 an der zweiten Belagerung von Ofen. Dort führte es zusammen mit Ungarn und Kroaten die Vorhut im Gefecht am 14. August 1686 und vertrieb die Türken von einer Anhöhe, die übrige Kavallerie kam danach zur weiteren Unterstützung herbei. Die Türken verloren 3000 Janitscharen sowie weitere 300 Gefangene, es wurden 8 Geschütze dazu 30 Fahnen und Standarten erobert. Im folgenden Jahr kämpfte es in der Schlacht bei Mohacs. Im Jahr 1688 wiederum war es bei der Eroberung von Stephansburg in Siebenbürgen und bei der Belagerung von Belgrad dabei.
Anschließend kam das Regiment nach Deutschland, wo es 1689 an der Belagerung von Mainz teilnahm, aber schon 1690 wurde es nach Italien beordert. Dort kämpfte es 1693 in der Schlacht bei Marsaglia und 1695 bei der Belagerung von Casale. 1698 kam es wieder zur Armee nach Ungarn.
Im Spanischen Erbfolgekrieg marschierte es 1701 mit dem Prinzen Eugen nach Italien. Im Jahr 1702 kämpft es in den Schlachten bei Cremona und in der Luzzara. 1704 kam es nach Piemont und nahm 1706 am Entsatz von Turin teil. Anschließend war es 1707 bei der vergeblichen Belagerung von Toulon und kam 1711 in die Lombardei.
Im Venezianischen Türkenkrieg kämpfte es 1716 in der Schlacht von Peterwardein und der Belagerung von Temesvar. Anschließend kämpfte es 1717 bei der Belagerung von Belgrad und der Schlacht bei Belgrad. Es wurde im Rahmen der Quadrupelallianz nach Italien geschickt und nahm 1719 und 1720 an dem Feldzug in Sizilien teil. Während des 7. Türkenkriegs blieb das Regiment von 1737 bis 1739 in Siebenbürgen.
Im österreichischen Erbfolgekrieg kämpfte das Regiment 1741 in der Schlacht bei Mollwitz. Im Jahr 1742 kämpfte es bei Chotusitz und bei der Belagerung von Prag. Anschließend nahm es von 1743 bis 1744 an den Feldzügen der Armee in Bayern, am Rhein und in Böhmen teil. Im Jahr 1745 war es in der Schlacht bei Hohenfriedberg und wurde 1746 in die Niederlande verlegt. Dort kämpfte es in den Schlachten bei Rocoux (1746) und bei Lauffeldt (1747).
Im Siebenjährigen Krieg kam es 1756 zum Korps des FZM Fürsten Piccolomini. Es kämpfte 1757 in den Schlachten bei Kolin, Breslau und Leuthen. Im Jahr 1758 nahm es an der Belagerung von Neisse teil und kämpfte 1759 in der Schlacht bei Kunersdorf. Im folgenden Jahr 1760 war es Teil des Vorstoßes nach Berlin und kämpfte in der Schlacht bei Torgau. Im Jahr 1762 kämpfte es noch im Gefecht bei Teplitz.
Nach dem Krieg wurde das Regiment 1775 in Ungarn ausgelöst.

## Uniform
Das Regiment hatte ab 1748 weiße Röcke mit roten Aufschlägen und gelbe Knöpfen.
Im Jahr 1767 erhielt es papageigrüne Aufschläge und gelbe Knöpfe.